# Nový Nancin smrk
Nový Nancin smrk je památný strom – smrk ztepilý (Picea abies), který roste v kamenitém levém břehu Stříbrného potoka, místně nazývaného jako Rájecký potok, vpravo od silnice ze Stříbrné do Přebuze v okrese Sokolov v Karlovarském kraji. Jen několik metrů po proudu potoka roste další památný smrk Vysoký smrk v Nancy. Oba smrky jsou výjimečného vzrůstu, nejvyšší známé stromy Karlovarského kraje a reprezentují poslední zbytky starých smrčin v Krušných horách. Do roku 1972 zde rostl proslulý Nancin smrk. Zdravotní stav stromu je dobrý až mírně zhoršený.
Útlá a ve spodní části silně prořídlá koruna sahá do výšky 48 m. Obvod kmene měří 326 cm (měření 2013). Strom je chráněn od roku 2016 pro svůj výrazný růst a stáří.

## Stromy v okolí
- Vysoký smrk v Nancy
- Klen Na konci světa
- Klen v Nancy
- Jedle pod skálou v Nancy
- Modřín u Stříbrného potoka